# GT Racing 97
GT Racing 97 es un videojuego de carreras de 1997 desarrollado por Blue Sphere y publicado por Ocean Software para MS-DOS.

## Jugabilidad
GT Racing 97 es un juego de carreras estilo arcade. Entre los coches se encuentran el Predator y el Hurricane, cada uno con sus propias fortalezas y debilidades. La acción se puede ver desde dentro o desde fuera del coche.
Al iniciar el juego por primera vez, se puede participar en un entrenamiento o empezar en un campeonato. La práctica se realiza en una de las dos pistas disponibles inicialmente. Las demás pistas están cerradas. Para acceder a ellas, primero se debe completar uno de los campeonatos. Los campeonatos consisten en una serie de carreras en diferentes países, que se desarrollan en carreteras y asfalto.